# UD 로그로녜스 B
UD 로그로녜스 B(스페인어: Unión Deportiva Logroñés, S.A.D. "B")는 스페인 라리오하주 로그로뇨를 연고로 하는 축구단이다. 2009년에 창단되어 테르세라 페데라시온에 참가하고 있다. 16,000을 수용 가능한 에스타디오 라스 가우나스에서 홈경기가 열린다.

## 선수 명단

### 현역
참고: FIFA 자격 규정에 따라 소속된 국가대표팀 국기를 표시합니다. 선수는 복수의 FIFA 비회원국 국적을 가지고 있을 수 있습니다.
| 번호 | 포지션 | 국적       | 이름              |
| ---- | ------ | ---------- | ----------------- |
| -    | GK     | 우크라이나 | 야로슬라프 메이커 |

| 번호 | 포지션 | 국적 | 이름 |
| ---- | ------ | ---- | ---- |